# 李釗 (成化己丑進士)
李釗（1438年—1504年），字孟遠，河南河南府洛陽縣人，軍籍。明朝政治人物。進士出身。

## 生平
河南鄉試第二十三名。成化五年（1469年）乙丑科會試第六十八名，殿試登進士第三甲第一百零二名，歷官户部郎中，二十三年十月任河東陕西都轉運鹽使司運使，弘治九年正月考察不謹罢。官至貴州副使。

## 家族
曾祖李仲良。祖父李讓。父亲李誠，曾任國子生。